# Ortografia de la calculadora
L'ortografia de la calculadora és una tècnica de lletrejar paraules llegint els caràcters al revés de les calculadores equipades amb visors que formin els nombres amb set segments.

## Descripció
Una característica involuntària de l'exhibició de dígits en el display de set segments és que molts nombres, quan es llegeixen al revés, apareixen com lletres de l'alfabet llatí. Cada dígit es pot veure com una lletra única, creant un subconjunt limitat però funcional de l'alfabet, anomenat de vegades l'alfabet "beghilos".
| Lletra: | B | E | G | h | I | L | O | S | Z | g |
| Dígit:  | 8 | 3 | 9 | 4 | 1 | 7 | 0 | 5 | 2 | 6 |

El següent gràfic il·lustra amb la seqüència "250714638", que apareix invertida com "BEghILOSZ":
A part de la novetat i la diversió, l'ortografia de la calculadora té una utilitat limitada. La popularitat dels desnacionalitzadors en la dècada de 1990 va donar lloc a una forma de leetspeak anomenat pagerspeak. Els estudiants, en particular, van experimentar amb les calculadores per descobrir noves paraules.
Quan s'accedeix a través de la programació, l'ortografia de la calculadora pot proporcionar una forma de retroalimentació de text en dispositius amb capacitat de producció limitada. Un programador crea un conjunt més ampli de les lletres, que no requereix per part del lector posar el dispositiu a l'inrevés.

## Jocs
Aquesta característica se sol emprar en col·legis per fer jocs. Per exemple:
Una noia de 19 anys amb un noi de 19 anys durant els 365 dies de l'any van estar junts 5 vegades. Què en va resultar? Es realitza la següent operació en la calculadora: 1919365 / 5, amb el que s'obté 383.873. Se li dona la volta a la calculadora 180 graus i es pot llegir alguna cosa similar a: ELBEBE (El nadó en castellà).
Aquests jocs se solen denominar calculogrames.